# Polyrhachis sericeopubescens
Polyrhachis sericeopubescens is een mierensoort uit de onderfamilie van de schubmieren (Formicinae). De wetenschappelijke naam van de soort is voor het eerst geldig gepubliceerd in 1941 door Donisthorpe.